# Željezno Žumberačko
Željezno Žumberačko is een plaats in de gemeente Žumberak in de Kroatische provincie Zagreb. De plaats telt 40 inwoners (2001).